# La otra virginidad
La otra virginidad es una película mexicana de romance y drama de 1975 filmada y dirigida por Juan Manuel Torres Sáenz el año 1974; contó  con la participación de actores como Valentín Trujillo, Leticia Perdigón y Meche Carreño.

## Sinopsis
Laura y Eva, ambas meseras en un restaurante, conocen a Adrián, un repartidor de películas. El padre de Adrián es un militar retirado que lo trata con dureza, en cambio a Luis, un amigo de Adrián que vive en su casa temporalmente y que se encuentra enfermo, lo trata con gran afecto. Ambos invitan a Laura y Eva a un cabaret; ahí Laura se enamora de Luis, y Eva se termina entregando a Adrián, quedando embarazada. Al enterarse de esto, Adrián le propone matrimonio, pero ella lo rechaza y le dice que ha decidido practicarse un aborto.
En otra serie de acontecimientos, tres viejos, a través de una revista de anuncios, citan a mujeres solas y se divierten apostando cuánto tiempo esperan en la cafetería. Adrián se entera de que su amigo Luis acaba de morir a causa de un viejo padecimiento; él ve suicidarse a una de las mujeres que fue objeto de burla de los tres hombres, por lo que los asesina a tiros. Luego quema rollos de película frente a la casa de Eva.
Pasado el tiempo, Eva va a visitar a Adrián en la cárcel para decirle que no ha abortado y que se casará con él.

## Producción
La película se comenzó a rodar el 10 de junio de 1974 en los Estudios Churubusco, con algunas locaciones en el metro de la Ciudad de México, en un formato de 35mm, en un total de 12 rollos.
El estreno de la cinta se llevó a cabo el 24 de abril de 1975 en el Cine Chapultepec.

### Reparto
- Valentín Trujillo - Adrían Romero
- Mercedes Carreño - Laura
- Leticia Perdigón - Eva
- Arturo Beristáin - Luis
- Rita Macedo - Esposa de don Ramiro
- Víctor Manuel Mendoza - Luis Romero Bracamontes
- Eduardo Noriega - Don Ramiro
- Patricia Reyes Spíndola- Flora
- Nery Ruiz - La mujer del bebé
- Margarita Isabel - La suicida
- Manuel Zozaya - Viejo
- Victorio Blanco - Viejo
- Armando Acosta - Dueño del café
- Teresa Araujo- Pareja
- Jaime Manterola - Pareja
- Juan Manuel Torres Sáenz- hombre en el metro

## Recepción
Pese a los distintos temas que aborda el filme (aborto, suicidio, el descubrimiento de la sexualidad) para la crítica el director logró plasmar escenas triviales y reducidas a los conflictos de los jóvenes, sin embargo el desenlace melodramático de los personajes modifica la visión general de esta.
El público que mayormente se interesó por el filme fueron los jóvenes, especialmente los universitarios.

## Premios
| Año  | Categoría            | Persona                  | Resultado |
| ---- | -------------------- | ------------------------ | --------- |
| 1975 | Ariel Mejor Director | Juan Manuel Torres Sáenz | Ganador   |